# Якимович Борис Анатолійович
Якимо́вич Бори́с Анато́лійович (нар. 15 квітня 1952, село Поплави) — російський інженер-механік, доктор технічний наук (1994), професор (1996), вчений в області автоматизації технологічних процесів.
Народився в селі Поплави Березинського району Білорусі. В 1974 році закінчив ІМІ. Розробив методологію аналізу і синтезу структур складних технологічних систем, які характеризуються багатофункціональністю та невизначеністю. За матеріалами наукових досліджень опублікував 3 монографії, більш як 70 статей в російських та зарубіжних науково-технічних журналах. Має 17 патентів та авторських свідоцтв про винаходи. З 1994 року — начальник департаменту наукових досліджень та навчального процесу Іжевського державного технологічного університету.

### Твори
- Гибкие производственные системы. — Свердловск, 1988 (у співавт.);
- Проектирование элементов и систем автоматизированного производства. — М., 1995 (у співавт.)